# (922) Schlutia
(922) Schlutia est un astéroïde évoluant dans la ceinture principale, découvert le 18 septembre 1919 par l'astronome allemand Karl Wilhelm Reinmuth depuis l'observatoire du Königstuhl.
Son nom fait référence à Schlubach & Co. (de) et Henry Frederic Tiarks qui financèrent l'expédition germano-hollandaise vers l'île Christmas afin d'observer une éclipse de Soleil en 1922.